# Paco Roca

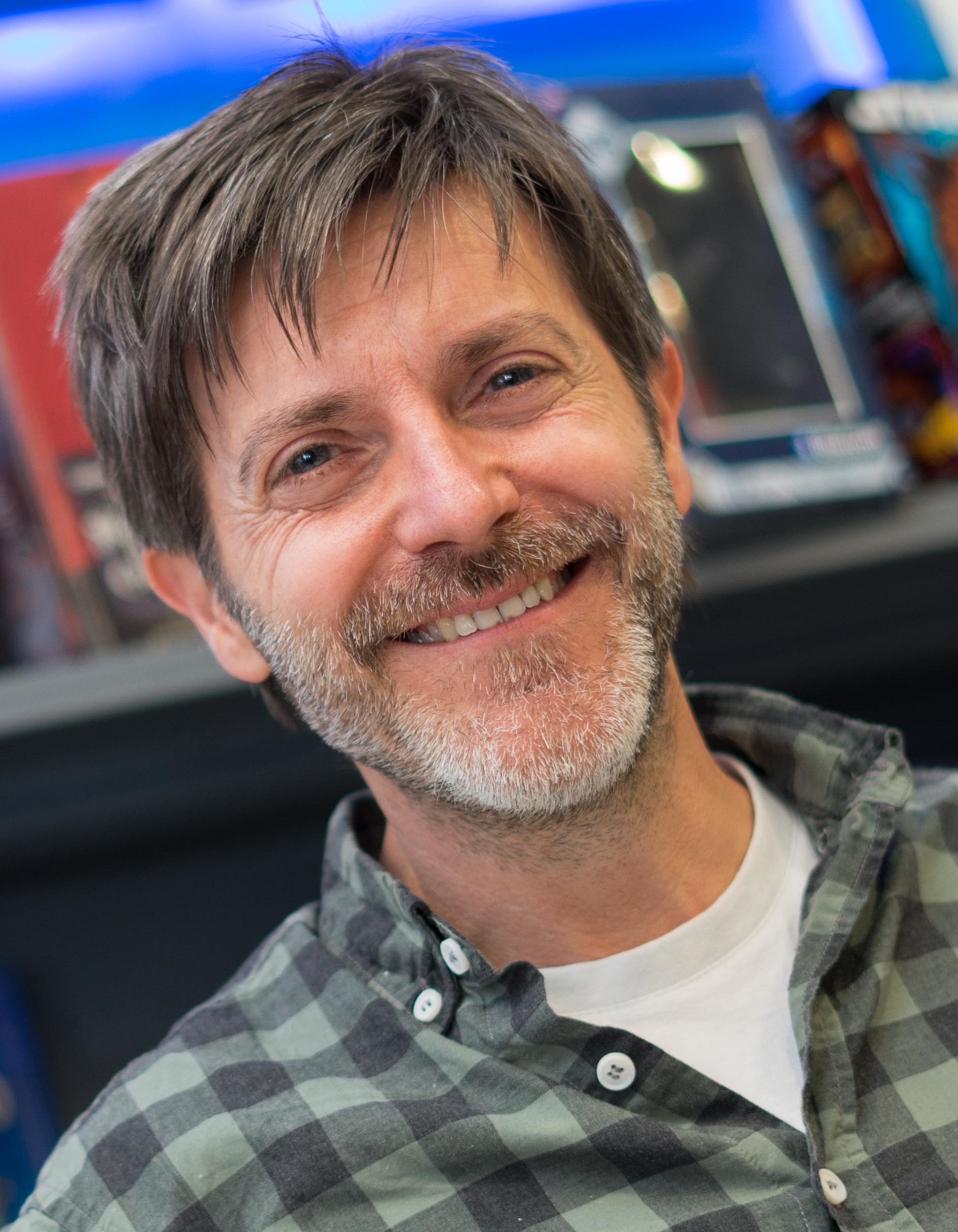
Paco Roca (2019)

Francisco José Martínez Roca, genannt Paco Roca (* 1969 in Valencia), ist ein spanischer Comicautor.

## Leben und Wirken
Roca las von klein auf Comics, wie zum Beispiel Asterix und Obelix, Leutnant Blueberry und Tim und Struppi. Neben diesen Comic-Klassikern haben ihn auch die Stilistiken von Comicautoren wie Richard Corben, Carlos Giménez und Frank Miller beeinflusst. Später studierte er Kunst und verdiente seinen Lebensunterhalt danach zunächst in einer Werbeagentur.
Er gehört zu einer neuen Generation von Comiczeichnern, die die Graphic Novel nutzen, um gesellschaftliche Themen anzusprechen. Dabei geht es nicht nur um historische Themen wie die Franco-Diktatur und den Bürgerkrieg in Spanien, sondern auch um aktuelle soziale Themen. 2007 veröffentlichte er die Graphic Novel Arrugas, die sich mit der Alzheimer-Krankheit beschäftigt. Für dieses Buch erhielt er 2008 den spanischen Staatspreis Premio Nacional del Cómic. Für die anschließende filmische Adaptation unter dem internationalen Titel Wrinkles bekam er 2012 den spanischen Filmpreis Goya.
Am 11. Oktober 2013 wurde das Buch auf der Frankfurter Buchmesse unter dem deutschen Titel Kopf in den Wolken in einem Gespräch mit dem Tagesspiegel-Redakteur Lars von Törne und André Höchemer, der die deutsche Übersetzung geliefert hat, vorgestellt. Neben diesem Buch stellte er das bereits 2012 auf dem deutschen Markt veröffentlichte Buch Der Winter des Zeichners vor. Beide sind im Reprodukt Verlag veröffentlicht.
In seiner Graphic Novel Los surcos del azar (dt.: Die Heimatlosen, Reprodukt 2015) zeigt Roca einen spanischen republikanischen Freiheitskämpfer mitten im Zweiten Weltkrieg – und als alten Mann, der auf jene Vergangenheit zurückschaut. Beim Internationalen Comic-Festival in Rom gab es dafür 2014 den Gran Premio Romics.
2021 erschien seine Graphic Novel Rückkehr nach Eden, eine Familiengeschichte, die über das individuelle Leben der Figuren hinaus die Geschichte Spaniens im 20. Jahrhundert beleuchtet.

## Werke

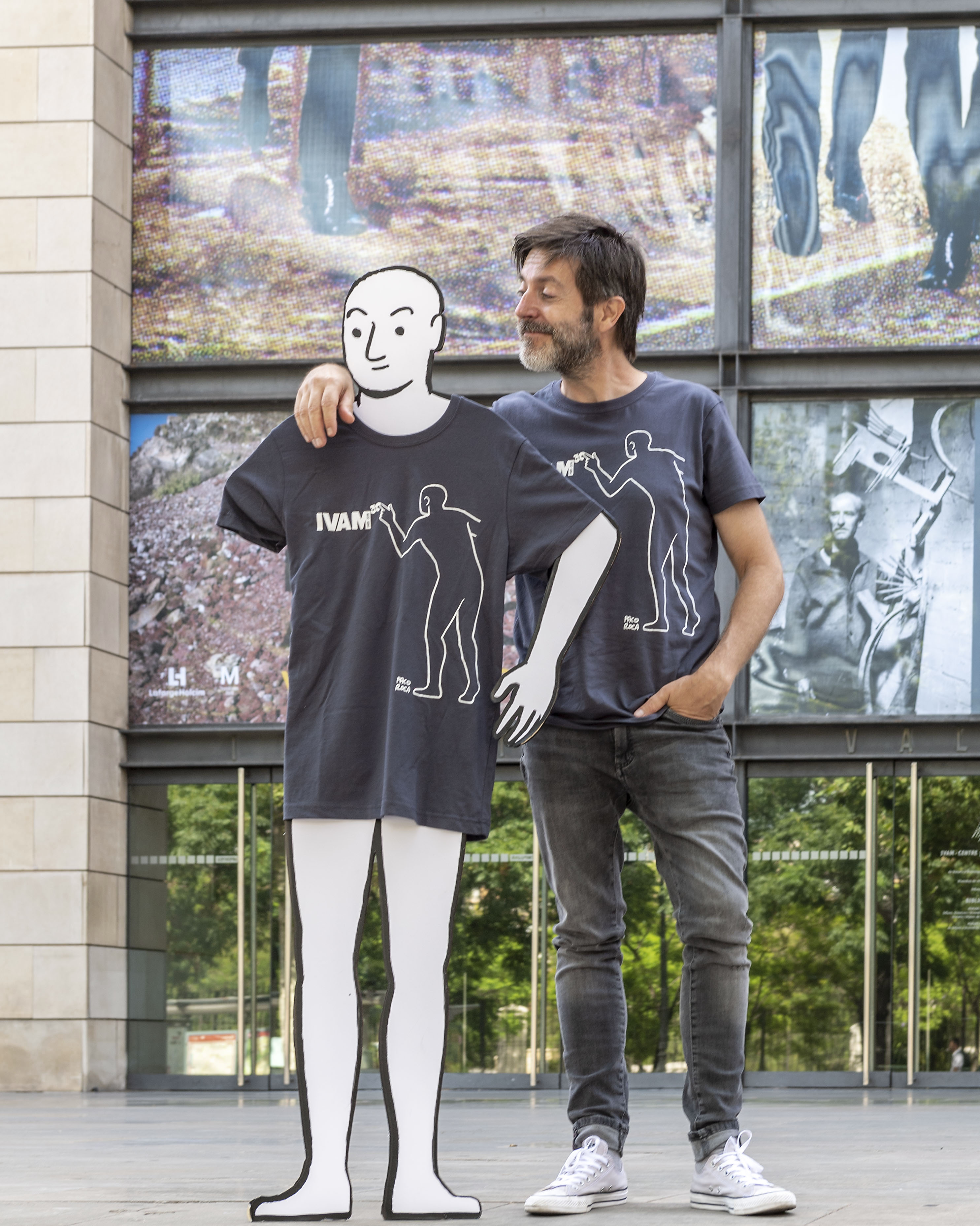
Paco Roca mit einem seiner Charaktere am Institut Valencià d’Art Modern (2019)

- El Señor Osiris, Historia corta, Ganadería Trashumante 1999
- El juego lúgubre, Comic-Buch. Brut (La Cúpula) 2001
- Les voyages d’Alexandre Icare: Les fils de l’Alhambra, Album, SAF 2003
- El Faro, Album, Astiberri 2004
- Arrugas (Rides), Graphic Novel, Delcourt 2007
  - Kopf in den Wolken, aus dem Spanischen von André Höchemer, Graphic Novel, Reprodukt 2013, ISBN 978-3-943143-71-3.
- Las calles de arena (Les rues de sable), Graphic Novel, Delcourt 2009
- Emotional World Tour, Graphic Novel, Astiberri 2009
- L’Ange de la retirada, Graphic Novel, 6 Pieds Sous Terre, St-Jean de Védas 2009
- El invierno del dibujante, Graphic Novel, Astiberri 2010
  - Der Winter des Zeichners, aus dem Spanischen von André Höchemer, Graphic Novel, Reprodukt 2012, ISBN 978-3-95640-268-5.
- Los surcos del azar, Graphic Novel, Astiberri 2013
  - Die Heimatlosen, aus dem Spanischen von André Höchemer, Graphic Novel, Reprodukt 2015, ISBN 978-3-95640-033-9.
  - La Casa, aus dem Spanischen von André Höchemer, Graphic Novel, Reprodukt 2016, ISBN 978-3-95640-104-6.
- El tesoro del Cisne Negro, Graphic Novel, Astiberri 2018
  - Der Schatz der Black Swan, aus dem Spanischen von André Höchemer, Graphic Novel, Reprodukt 2019, ISBN 978-3-95640-194-7.
- Regreso al Edén, Graphic Novel, Astiberri 2020
  - Rückkehr nach Eden, aus dem Spanischen von André Höchemer, Graphic Novel, Reprodukt 2021, ISBN 978-3-95640-278-4.
- El abismo del olvido (Sillón Orejero), Graphic Novel, Astiberri 2024
  - Der Abgrund des Vergessens, aus dem Spanischen von André Höchemer, Graphic Novel, Reprodukt 2025, ISBN 978-3-95640-464-1.

## Auszeichnungen
- 2008: spanischer Staatspreis Premio Nacional del Cómic für Arrugas[8]
- 2012: Goya in der Kategorie Bestes adaptiertes Drehbuch für Arrugas[8]
- 2014: Gran Premio Romics des Internationalen Comic-Festivals in Rom für seine Graphic Novel I solchi del destino (dt.: Die Heimatlosen)[9]
- 2019: Gaudí in der Kategorie Bester Animationsfilm für Memorias de un hombre en pijama